# 류종현 (농구 선수)
류종현(1986년 6월 20일~)은 대한민국의 전(前) 농구선수다. 2010년 신인드래프트에서 1라운드 전체 9순위로 울산 모비스 피버스에 지명되었으며, 2020년 4월까지 서울 SK 나이츠 소속 선수로 활약했다. 2020년 5월 은퇴를 선언하고 은퇴선수 명단에 이름을 올렸다.